# Olivier Pla
Olivier Pla (Toulouse, 22 de outubro de 1981) é um automobilista francês. Em 2007, ele competiu na Taça alemã Porsche Carrera. No entanto, ele foi chamado pela DPR nas últimas fases da temporada da GP2 para substituir o lesionado Christian Bakkerud. Em 2008, ele mudou-se para corridas de carro desportivo, dirigindo um Lola Le Mans Prototype nas Le Mans Series e 24 Horas de Le Mans.

## Registros naGP2 Series
| Ano  | Equipe             | No. | Corridas | Poles | Vitórias | Pontos | Posição final |
| 2005 | David Price Racing | 11  | 22       | 2     | 2        | 20     | 13º           |
| 2006 | DPR Direxiv        | 20  | 11       | 0     | 0        | 0      | 27º           |